# Batrachedra lygropis
Batrachedra lygropis là một loài bướm đêm thuộc họ Blastobasidae. Nó được tìm thấy ở Úc.